# 알렉세이 이그나쇼프
알렉세이 이그나쇼프(영어: Alexey Ignashov)는 벨라루스의 킥복싱, 종합격투기 선수다. 1978년 1월 18일 국적 벨라루스에서 태어났다.

## 생애

Alexey Ignashov

### 입식 타격 전적(2004년 이후)
- 23전 13승 10패(5 KO)

| 경기일자         | 상대                  | 결과 | 내용        | 대회                                  |
| ---------------- | --------------------- | ---- | ----------- | ------------------------------------- |
| 2010년 5월 22일  | 프레디 케마요         | 승   | 3R 판정     | K-1 월드 GP 2010 in Bukarest          |
| 2010년 5월 22일  | 레미기우스 민다기우스 | 승   | 1R KO       | K-1 월드 GP 2010 in Bukarest          |
| 2010년 4월 3일   | 바다 하리             | 패   | 3R 판정     | K-1 월드 GP 2010 in Yokohama          |
| 2009년 10월 17일 | 세미 슐트             | 패   | 3R 판정     | Glory 'A decade of fights'            |
| 2009년 6월 26일  | 프레디 케마요         | 패   | 4R TKO      | Gala International Multi-boxes        |
| 2009년 5월 16일  | 로만 클레이블         | 패   | 3R 판정     | Heaven or Hell Collizion              |
| 2009년 2월 28일  | 제바드 포투락         | 승   | 4R 연장판정 | K-1 Rules Tournament 2009 in budapest |
| 2008년 10월 5일  | 비욘 브레기           | 승   | 3R 판정     | KO 이벤트 -Tough is not enough        |
| 2008년 3월 30일  | 유양래                | 승   | 3R 판정     | THE KHAN                              |
| 2008년 2월 9일   | 그레고니 토니         | 패   | 3R 판정     | KO 월드시리즈 in 오클랜드             |
| 2007년 2월 24일  | 아틸라 카라치         | 승   | 1R KO       | K-1 fighting network 2007 in Budapest |
| 2006년 8월 13일  | 이마니 리             | 승   | 3R 판정     | K-1 월드 GP 2006 in Las Vegas         |
| 2006년 5월 13일  | 구칸 사키             | 패   | 3R 판정     | K-1 월드 GP 2006 in Amsterdam         |
| 2006년 5월 13일  | 피터 본드라첵         | 승   | 2R KO       | K-1 월드 GP 2006 in Amsterdam         |
| 2006년 2월 28일  | 게리 굿리지           | 승   | 3R 판정     | K-1 fighting network 2006 in Budapest |
| 2005년 9월 23일  | 레미 본야스키         | 패   | 4R 연장판정 | K-1 월드 GP 2005 final 16             |
| 2005년 5월 28일  | 우치다 노보루         | 패   | 3R 판정     | K-1 월드 GP 2005 in Paris             |
| 2005년 2월 13일  | 비욘 브레기           | 패   | 3R TKO      | K-1 월드 GP 2005 in 알크마르          |
| 2004년 11월 6일  | 폴 슬로윈스키         | 승   | 3R 판정     | titans 1st                            |
| 2004년 9월 25일  | 카오클라이 카엔노르싱 | 패   | 4R 연장판정 | K-1 월드 GP 2004 final 16             |
| 2004년 6월 6일   | 아서 윌리암스         | 승   | 1R KO       | K-1 월드 GP 2004 in Nagoya            |
| 2004년 5월 20일  | 세미 슐트             | 승   | 1R KO       | It's Show time                        |
| 2004년 3월 27일  | 카터 윌리암스         | 승   | 2R KO       | K-1 월드 GP 2004 in Saitama           |

## 정보
키 196cm에 체중은 110kg로 좋은 체격을 지니고 있다. 대표적인 매치라면 2004년 5월에 열렸던 쇼타임 무대에서 세미 슐트를 1R에 KO로 시키면서 유명해진 파이터이다. 그러나 그 후에는 게으른 성격으로 인하여 실력이 다른 우수한 선수들에 비해 뒤처져서 빛을 발하지 못하고 있다. 2005년 월드GP 개막전에서는 디펜딩 챔피언 레미 본야스키와 붙었지만 4R 연장에서 판정패하면서 하향세를 걷게 되고, 2006년 유럽GP에서는 준결승에서 신예인 구칸 사키에게 판정패하면서 그의 기량이 확실한 하향세의 길을 걷게 된다.
- 세계 무에타이 대회 슈퍼 크루져급 챔피언
- K-1 WORLD GP 2000 유럽＆러시아 지구예선 토너먼트 우승
- K-1 WORLD GP 2001 in NAGOYA 우승
- K-1 WORLD GP 2003 in PARIS 우승